# Lü Haotian
Lü Haotian, chiń. 呂昊天 (ur. 29 listopada 1997) – chiński snookerzysta. Plasuje się na 83. miejscu pod względem zdobytych setek w profesjonalnych turniejach, ma ich łącznie 108.

## Statystyka finałów

### Turnieje rankingowe: 1
| Rezultat  | Lp. | Rok  | Nazwa turnieju | Przeciwnik   | Wynik | Źr.   |
| --------- | --- | ---- | -------------- | ------------ | ----- | ----- |
| Przegrana | 1.  | 2019 | Indian Open    | Matthew Selt | 3–5   | [ 2 ] |

### Turnieje mini-rankingowe: 1
| Rezultat  | Lp. | Rok  | Nazwa turnieju | Przeciwnik  | Wynik | Źr.   |
| --------- | --- | ---- | -------------- | ----------- | ----- | ----- |
| Przegrana | 1.  | 2013 | Zhengzhou Open | Liang Wenbo | 0–4   | [ 3 ] |

### Turnieje amatorskie: 2 (2 zwycięstwa)
| Rezultat   | Lp. | Rok  | Nazwa turnieju                     | Przeciwnik    | Wynik | Źr.   |
| ---------- | --- | ---- | ---------------------------------- | ------------- | ----- | ----- |
| Zwycięstwo | 1.  | 2012 | Mistrzostwa Świata IBSF do lat 21  | Zhu Yinghui   | 9–6   | [ 4 ] |
| Zwycięstwo | 2.  | 2017 | Azjatyckie Mistrzostwa Świata ACBS | Pankaj Advani | 6–3   | [ 5 ] |